# 球台
球台是指球体被两个平行平面所截而夹在两平面中间的部分。截得的两个圆面分别为上底和下底，垂直于圆面的直径被截得的部分是高。
球台的体积：
{\displaystyle {\frac {1}{2}}\pi h(r_{1}^{2}+r_{2}^{2}+{\frac {1}{3}}h^{2})}    r1,r2为球台的上、下底半径，h为球台的高
{\displaystyle {\frac {1}{2}}(S_{1}+S_{2})h+{\frac {1}{6}}\pi h^{3}}    S1,S2为球台的上、下底面积，h为球台的高